# Отишки Връх
Отишки Връх (на словенски: Otiški Vrh) е село в Словения, Корошки регион, община Дравоград. Според Националната статистическа служба на Република Словения през 2015 г. селото има 838 жители.